# آمیلوز
آمیلوز (به انگلیسی: Amylose) با فرمول شیمیایی variable(متغیر) یک ترکیب شیمیایی است. که جرم مولی آن variable(متغیر) می‌باشد. شکل ظاهری این ترکیب، پودر سفید است.